# Съннам
Съннам (правопис по системата на Маккюн-Райшауер: Sŏngnam) е град в Южна Корея. Населението му е 972 280 жители (по приблизителна оценка към декември 2018 г.). Има площ от 141,70 кв. км. Предимно жилищен град. Разположен южно от столицата Сеул. Съннам е първият планиран град в Южна Корея.

## Спорт
Градът разполага с професионален футболен отбор, който носи името ФК Съннам Илхва Чхунма. Той се състезава в най-висшата футболна лига на страната.

## Побратимени градове
- Аурора, САЩ
- Екатеринбург, Русия
- Наманган, Узбекистан
- Охрид, Северна Македония
- Пирасикаба, Бразилия
- Шънян, Китай